# Zeithain
Zeithain ist eine Gemeinde im Nordwesten des Landkreises Meißen im Freistaat Sachsen bei Strehla und Riesa.

## Ortsteile
Zur Gemeinde gehören die Ortsteile:
| - Röderau-Bobersen - Cottewitz - Gohlis - Jacobsthal - Kreinitz - Lorenzkirch | - Moritz - Neudorf - Promnitz - Röderau - Zeithain - Zschepa |

## Geographie und Verkehrsanbindung
Die Gemeinde liegt am Rande der Elbaue am Übergang zur Großenhainer Pflege. Die Nachbarstädte sind die Stadt Großenhain (14 km), Gröditz (12 km) und Riesa (5 km). Die Gemeinde liegt an der Kreuzung der Bundesstraßen 169 und  98. Die Bahnstrecken Leipzig–Dresden, Zeithain–Elsterwerda und Riesa–Falkenberg verlaufen durch das Gemeindegebiet. Für den Personenverkehr steht der Haltepunkt Zeithain zur Verfügung, an welchem die Linie RB 45 zwischen Elsterwerda, Riesa und Chemnitz verkehrt. Hinzu kommen mit Stand 2022 sieben Regionalbuslinien, die Zeithain mit u. a. mit Mühlberg, Gröditz, Großenhain, Nünchritz und Riesa verbinden.

## Geschichte
1233 wird Zeithain als „Cytene“ erstmals urkundlich und als Pfarrdorf erwähnt. 1406 zahlte Zeithain Landbete nach Hain und gehörte Heinrich von Keckeritz.
1730 veranstaltete August der Starke das „Lustlager von Zeithain“, eine gigantische Militärparade und Heerschau. Im Verlauf dieser Veranstaltung, die als das „Spektakel des Jahrhunderts“ gilt, wurden unter anderem tausende von hölzernen Tellern in die Elbe geworfen. Der sächsische Schriftsteller Gustav Nieritz schrieb darüber eine Erzählung. Außerdem kam das berühmte „Große Stollenmesser“ zum Schneiden eines Riesenchriststollens zum Einsatz, woran das seit 1994 stattfindende Dresdner Stollenfest erinnern soll. Beim in der Gegenwart zu Wülknitz gehörenden Dorf Streumen wurde extra ein prächtiges Opernhaus speziell für das Lustlager errichtet, wo Komödien und Lustspiele aufgeführt wurden.
In der Zeit des Deutschen Kaiserreichs entstand ab 1873 nördlich von Zeithain für die Sächsische Armee der Truppenübungsplatz Zeithain. Er wurde mehrfach erweitert, außerdem wurde in der Nähe die Heeresmunitionsanstalt Zeithain (Muna) angelegt.
Ab Mitte 1941 wurde in Zeithain das Kriegsgefangenen-Mannschaftsstammlager Stalag 304 (IV H) Zeithain als ein Zweiglager des Stalag IV B Mühlberg von der Wehrmacht betrieben. Aufgrund der unmenschlichen Lebensbedingungen starben tausende Kriegsgefangene, überwiegend Angehörige der Roten Armee. Nach dem 8. September 1943 trafen mehrere Transporte mit italienischen Kriegsgefangenen aus Armeelazaretten ein, sie wurden als italienische Militärinternierte (IMI) bezeichnet. Die ab 1984 errichtete Gedenkstätte Ehrenhain erinnerte als erste in Deutschland nur an sowjetische Kriegsgefangene.
Nach 1945 war dort eine Garnison der sowjetischen Streitkräfte stationiert, bis 1989 auch eine Ortsgruppe der NVA. Der Truppenübungsplatz hingegen wurde, nachdem er 1990 mit der Wiedervereinigung in Bundeseigentum überging, 2007 von der Bundeswehr aufgelassen. Das ehemalige Muna-Gelände wird seither vom Kampfmittelräumdienst (KMZE) Sachsens weiterhin genutzt.
Die Ortsteile Röderau-Bobersen, Lorenzkirch, Zschepa, Gohlis, Cottewitz, Promnitz, Moritz und Kreinitz waren durch die Elbhochwässer im August 2002 und Juni 2013 schwer betroffen.

## Eingemeindungen
| Ehemalige Gemeinde             | Datum           | Anmerkung                                        |
| ------------------------------ | --------------- | ------------------------------------------------ |
| Bobersen                       | 1. Januar 1994  | Zusammenschluss mit Röderau zu Röderau-Bobersen  |
| Cottewitz                      | 1. Januar 1902  | Eingemeindung nach Lorenzkirch                   |
| Gohlis (*)                     | 1. Januar 1999  |                                                  |
| Jacobsthal                     | 1. Januar 1994  |                                                  |
| Kleintrebnitz                  | 1. Januar 1957  | Eingemeindung nach Jacobsthal                    |
| Kreinitz                       | 1. Januar 1994  | Eingemeindung nach Zeithain                      |
| Lessa                          | 1. Oktober 1936 | Eingemeindung nach Bobersen                      |
| Lorenzkirch (*)                | 1. Januar 1994  |                                                  |
| Moritz                         | 1. April 1970   | Eingemeindung nach Röderau                       |
| Neudorf                        | 1. April 1970   |                                                  |
| Promnitz                       | 1. April 1938   | Eingemeindung nach Röderau                       |
| Röderau                        | 1. Januar 1994  | Zusammenschluss mit Bobersen zu Röderau-Bobersen |
| Röderau-Bobersen               | 1. Juli 2002    |                                                  |
| Zschepa                        | 1. April 1937   | Eingemeindung nach Lorenzkirch                   |
| Zschepa, Ortsteil Kleinzschepa | 1. April 1937   | Eingemeindung nach Gohlis                        |

(*) Gohlis und Lorenzkirch gehörten früher zum Kreis Oschatz.

## Religion
17 % der Einwohner von Zeithain sind evangelisch, 2 % katholisch.
Die Kirchen und Kapellen in Zeithain, Bobersen, Gohlis, Jacobsthal, Kreinitz, Lorenzkirch, Röderau und Zschepa gehören zum Kirchspiel Zeithain im Kirchenbezirk Meißen-Großenhain der Evangelisch-Lutherischen Landeskirche Sachsens.

Kirchen im Kirchspiel Zeithain (Auswahl)
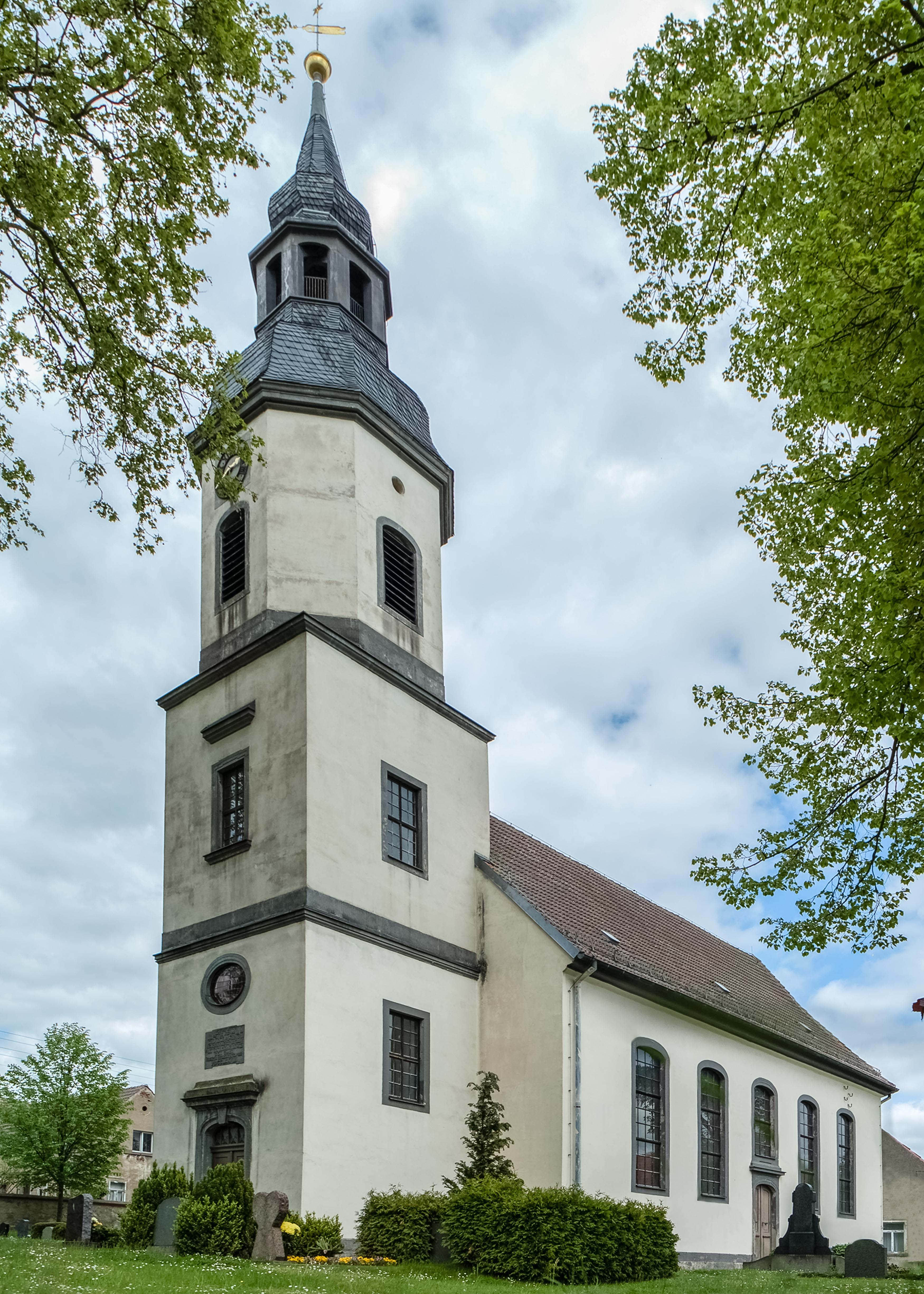
Jacobsthal
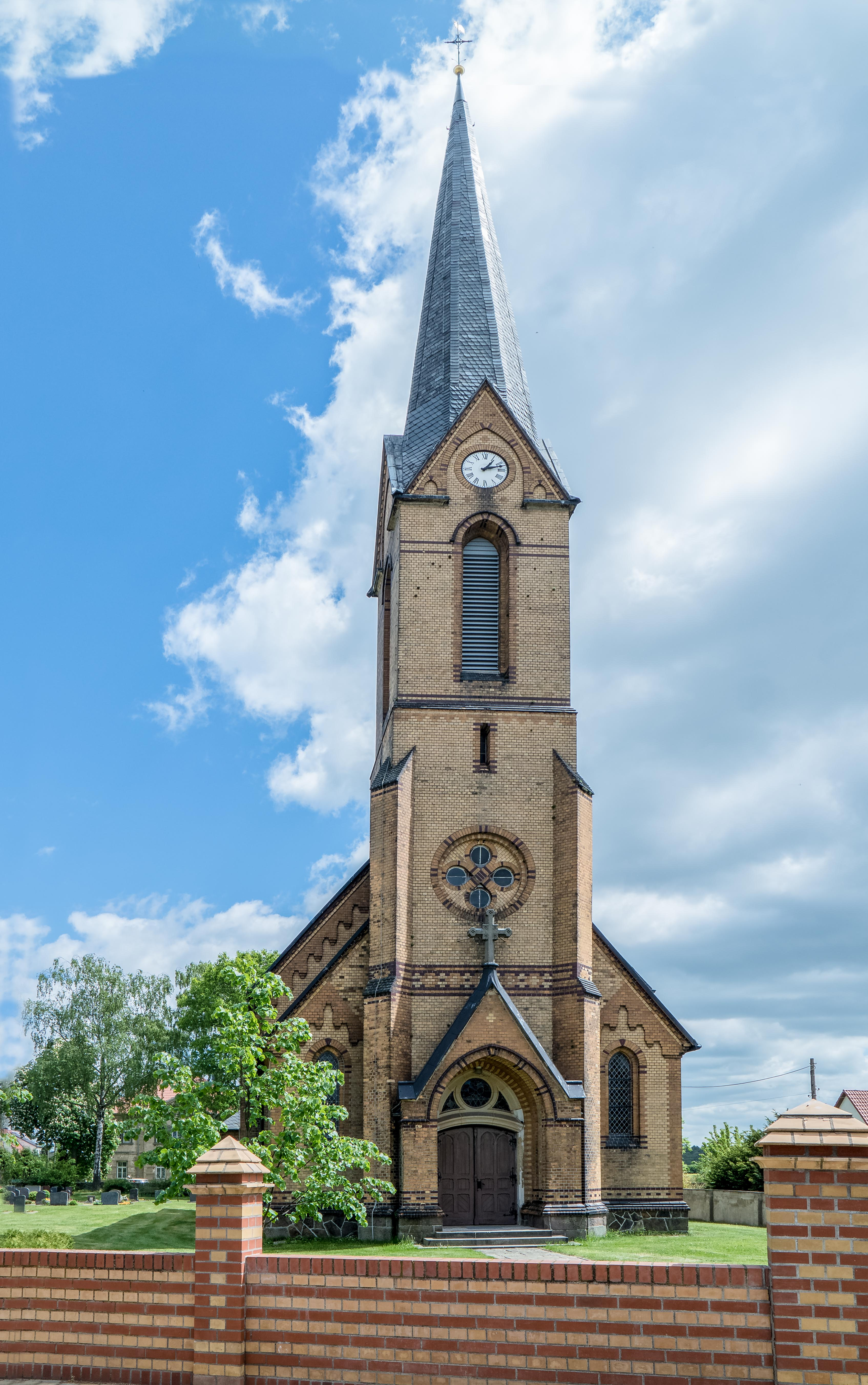
Kreinitz
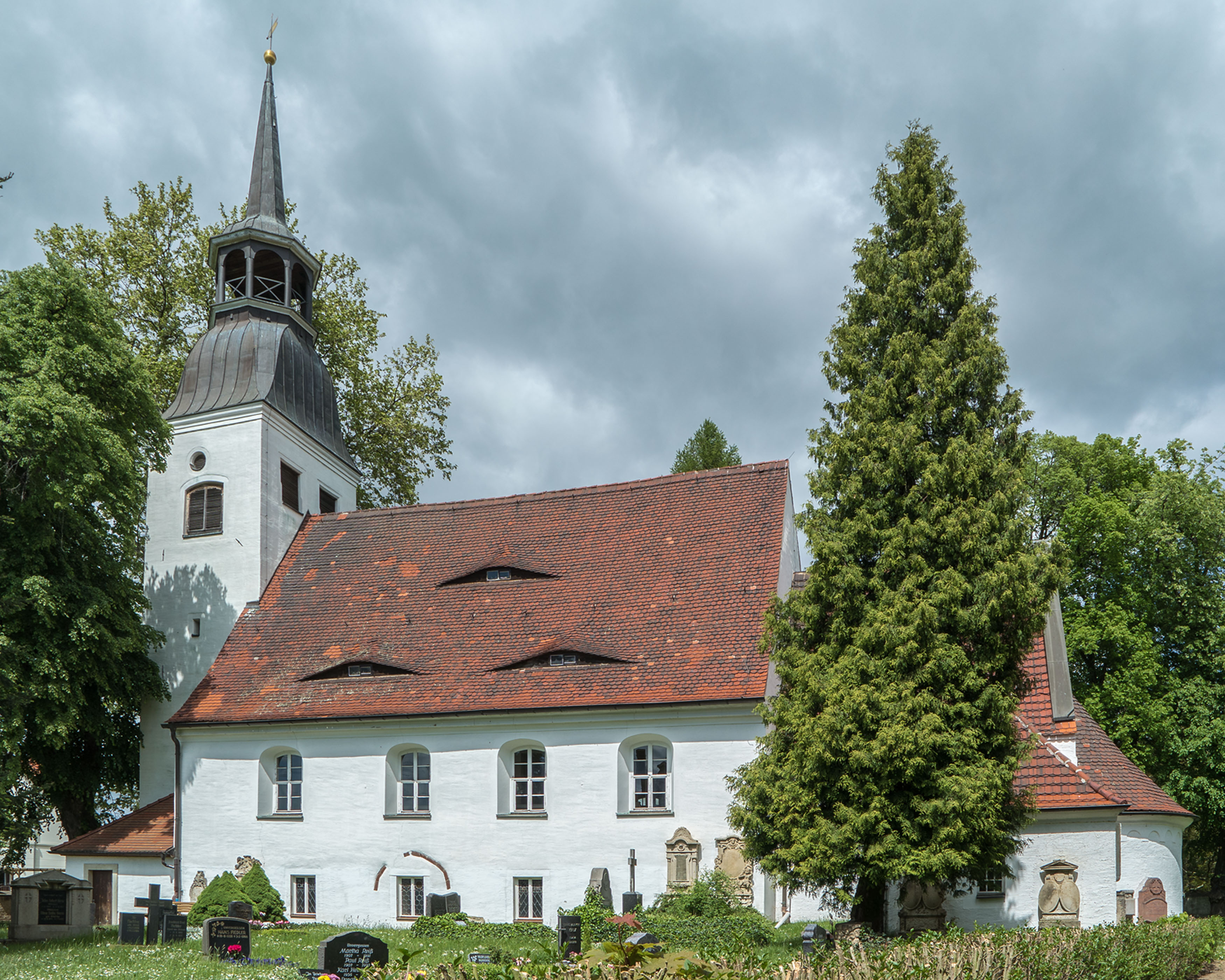
Lorenzkirch
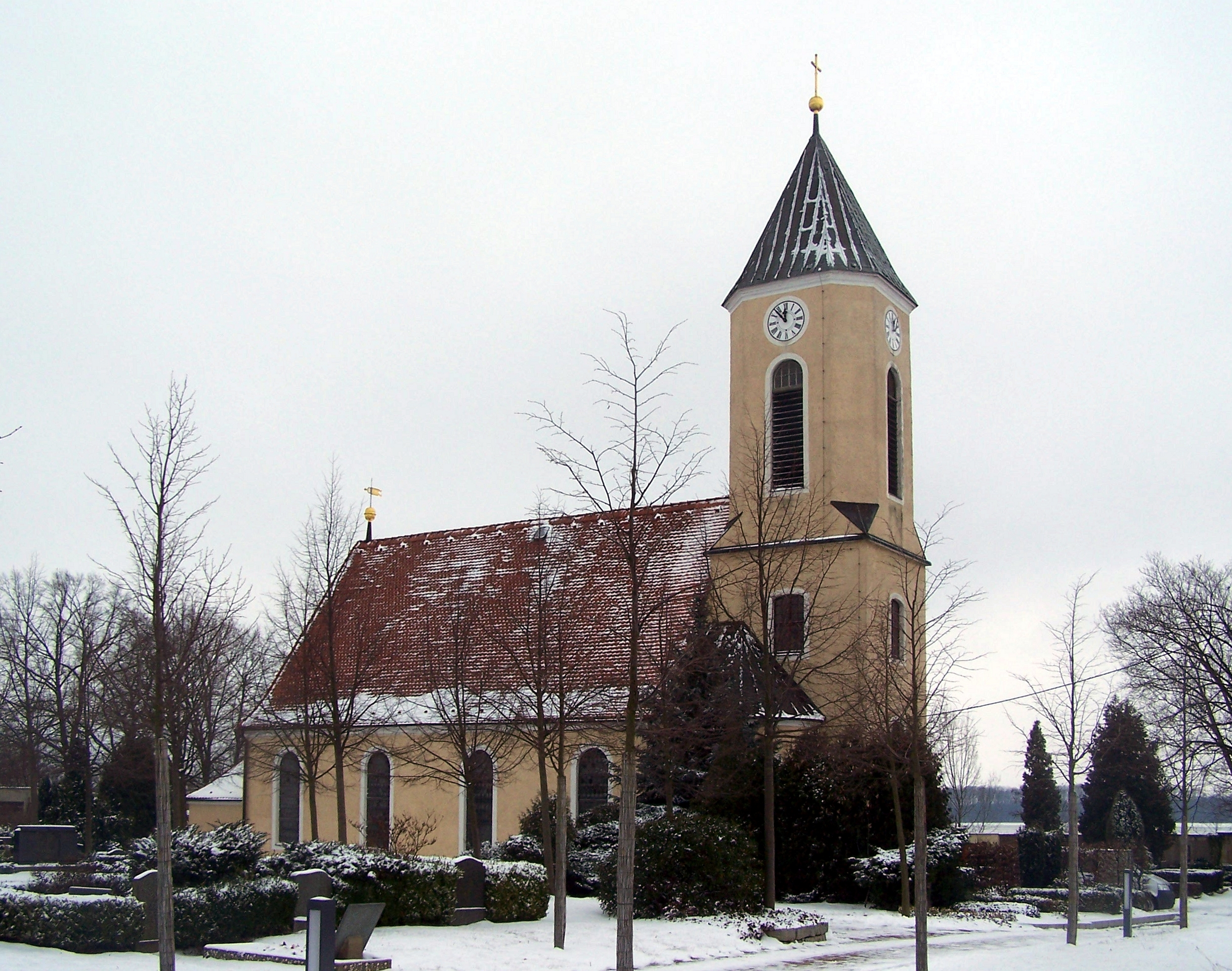
Röderau

Die wenigen Katholiken in Zeithain sind der Pfarrei St. Barbara in Riesa zugeordnet, die zum Dekanat Meißen im Bistum Dresden-Meißen gehört.

## Politik

### Gemeinderat
Seit der Gemeinderatswahl am 9. Juni 2024 verteilen sich die 18 Sitze des Gemeinderates wie in den nebenstehenden Diagrammen auf die einzelnen Gruppierungen.
| Gemeinderat ab 2024Insgesamt 18 Sitze - BIG: 6 - CDU: 5 - AfD: 7 | Wahlvorschlag                                              | 2024   | 2024   | 2019  | 2019 | 2014  | 2014 |
| Gemeinderat ab 2024Insgesamt 18 Sitze - BIG: 6 - CDU: 5 - AfD: 7 | Wahlvorschlag                                              | Sitze  | in %   | Sitze | in % | Sitze | in % |
| Gemeinderat ab 2024Insgesamt 18 Sitze - BIG: 6 - CDU: 5 - AfD: 7 | AfD                                                        | 7      | 38,7   | –     | –    | –     | –    |
| Gemeinderat ab 2024Insgesamt 18 Sitze - BIG: 6 - CDU: 5 - AfD: 7 | Bürgerinteressengemeinschaft Gemeindegebiet Zeithain e. V. | 6      | 30,7   | 9     | 44,4 | 7     | 38,7 |
| Gemeinderat ab 2024Insgesamt 18 Sitze - BIG: 6 - CDU: 5 - AfD: 7 | CDU                                                        | 5      | 30,6   | 6     | 30,7 | 8     | 39,8 |
| Gemeinderat ab 2024Insgesamt 18 Sitze - BIG: 6 - CDU: 5 - AfD: 7 | FDP                                                        | –      | –      | 2     | 13,1 | –     | 4,5  |
| Gemeinderat ab 2024Insgesamt 18 Sitze - BIG: 6 - CDU: 5 - AfD: 7 | Linke                                                      | –      | –      | 1     | 9,1  | 3     | 16,9 |
| Gemeinderat ab 2024Insgesamt 18 Sitze - BIG: 6 - CDU: 5 - AfD: 7 | SPD                                                        | –      | –      | –     | 2,7  | –     | –    |
| Gemeinderat ab 2024Insgesamt 18 Sitze - BIG: 6 - CDU: 5 - AfD: 7 | Wahlbeteiligung                                            | 69,3 % | 69,3 % | 62,8  | 62,8 | 54,5  | 54,5 |

### Bürgermeister
Im April 2021 wurde Mirko Pollmer (BIG) zum neuen Bürgermeister gewählt. Er setzte sich dabei gegen Mathias Busse (CDU) durch. Die Wahl, keine zwei Jahre nach der vorherigen Bürgermeisterwahl vom Juni 2019, wurde notwendig, nachdem sein Amtsvorgänger Ralf Hänsel zum Landrat des Landkreises Meißen gewählt wurde.
| Wahl | Bürgermeister            | Vorschlag | Wahlergebnis (in %) |
| ---- | ------------------------ | --------- | ------------------- |
| 2021 | Dr. Mirko Marcus Pollmer | BIG       | 73,7                |
| 2019 | Ralf Uwe Hänsel          | Hänsel    | 96,6                |
| 2012 | Ralf Uwe Hänsel          | CDU       | 48,9                |
| 2008 | Hannes Berger            | Berger    | 55,6                |
| 2001 | Hannes Berger            | Berger    | 56,4                |

### Partnergemeinden
Die deutschen Gemeinden Teningen und Hausen ob Verena in Baden-Württemberg sowie Todtenweis in Bayern sind Partnergemeinden von Zeithain.

## Kultur und Sehenswürdigkeiten
- siehe auch: Liste der Kulturdenkmale in Zeithain

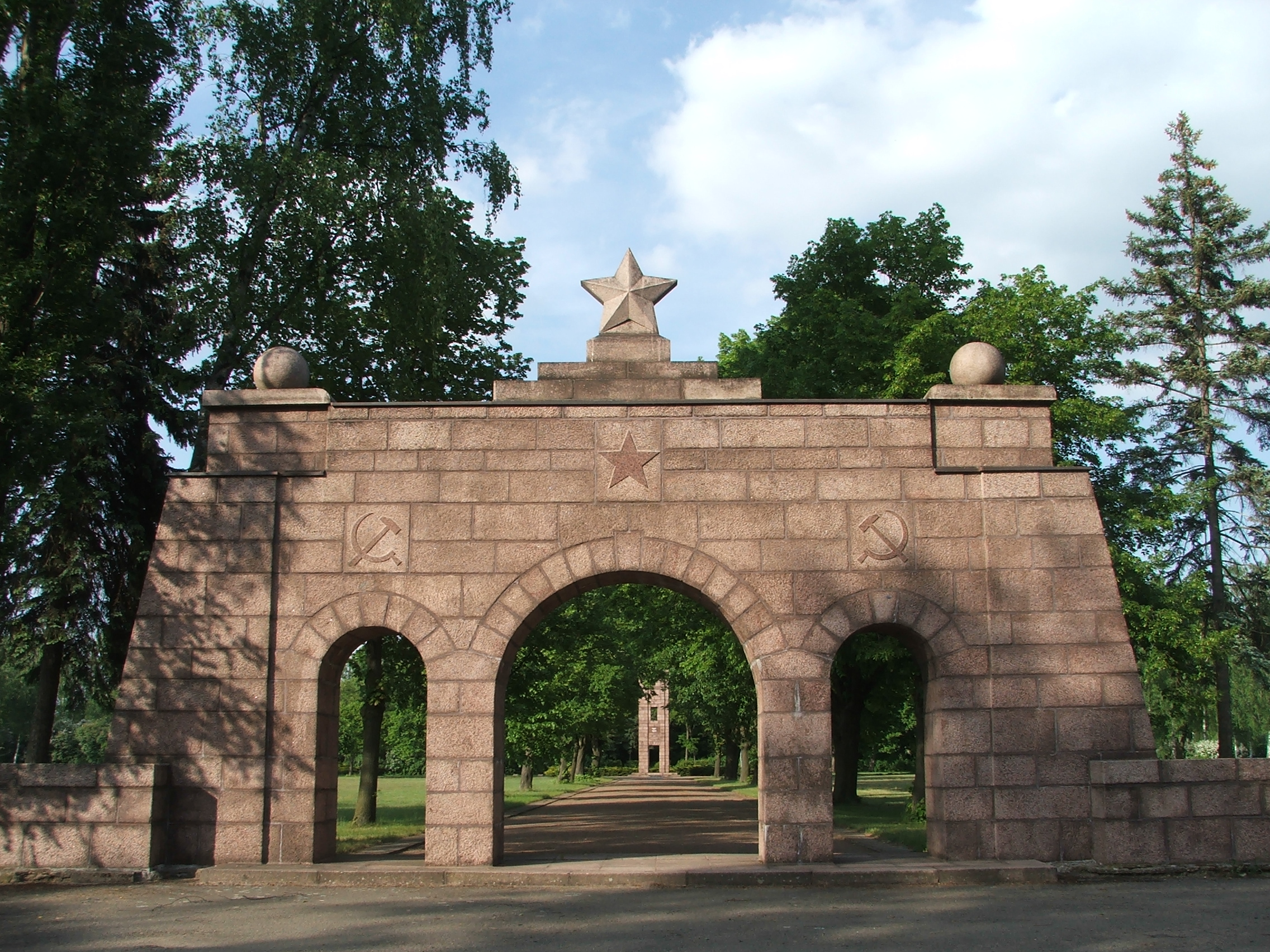
Gedenkstätte Ehrenhain Zeithain

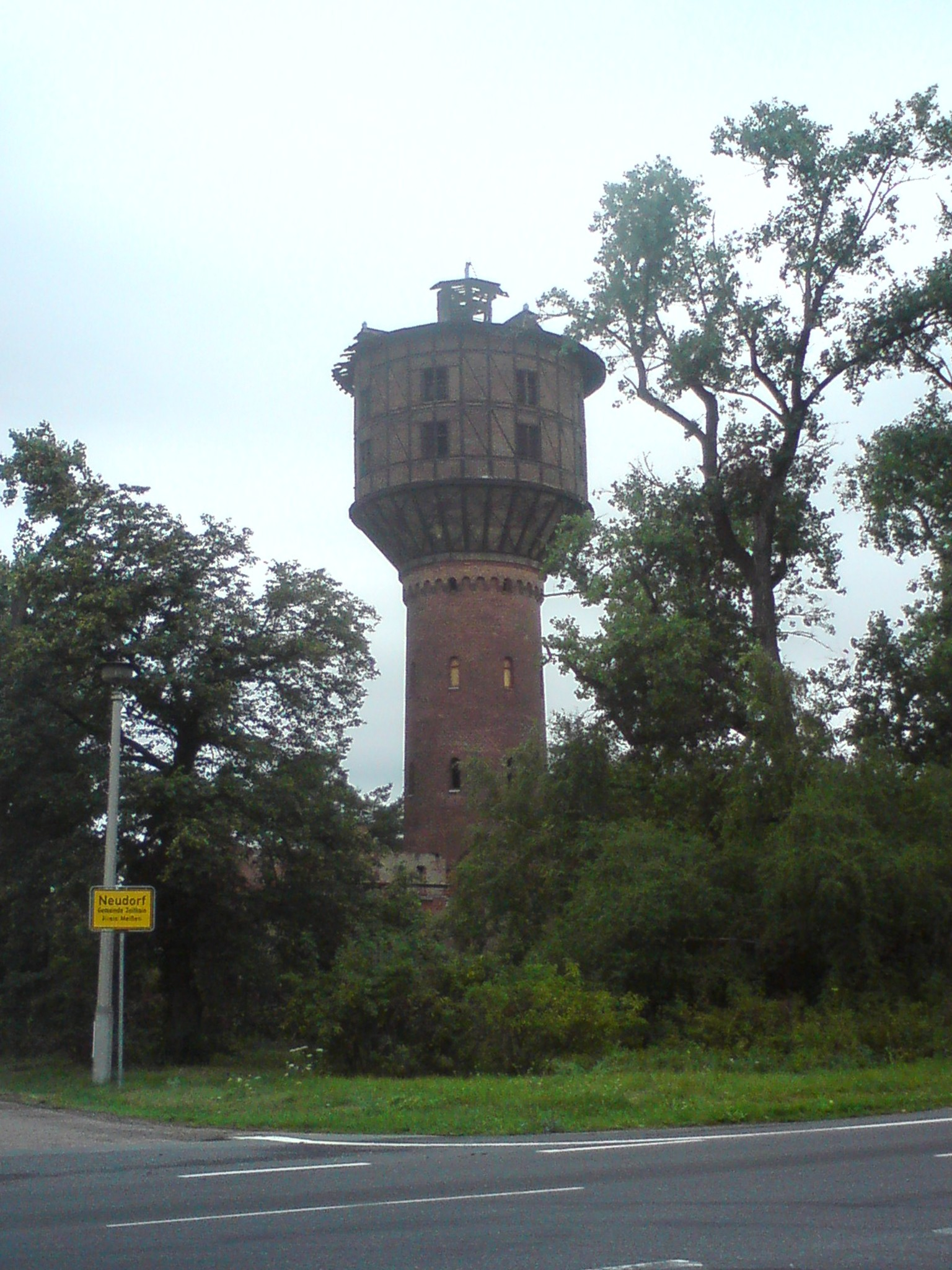
Wasserturm in Neudorf

- Sächsisches Feuerwehrmuseum Zeithain
- Bockwindmühle Zschepa
- Tiergehege Jacobsthal
- Naturschutzgebiet Gohrisch-Heide
- Gedenkstätte Ehrenhain Zeithain
- Gedenkstein an das erste Treffen der US Army und der Roten Armee 1945 in Kreinitz
- Gedenkstein neben dem Gemeindeamt Moritzstraße 2 zur Erinnerung an die Widerstandskämpfer Arthur Schöne und Walther Wenzel, die von SA-Männern inhaftiert wurden und zwischen 1933 und 1940 ums Leben kamen
- Museum der Begegnung in Kreinitz mit Ausstellungen zur ersten Begegnung von russischen und amerikanischen Truppen am 25. April 1945 in Kreinitz und zur Dorfgeschichte
- Im ehemaligen Militärgelände ist eine frei zugängliche Sammlung sowjetischer Hinterlassenschaften. Darunter befinden sich u. a. eine Leninstatue, eine Skulptur der „Mutter Heimat“ und zwei Reliefwände.[10]

## Vereine
Durch die Eingemeindungen existieren eine Vielzahl an Vereinen die zur Gemeinde Zeithain gehören so die SG Kreinitz, die SV Königsblau Gohlis, die SV Röderau-Bobersen, der TuS Röderau-Bobersen e. V. und der SV Sachsen Zeithain. Auf kulturellem Gebiet ist der Kulturverein Kreinitz e. V. sehr aktiv. Er betreibt das Museum der Begegnung in Kreinitz. Hier werden zahlreiche Ausstellungsstücke zum ersten Aufeinandertreffen von russischen und amerikanischen Truppen am 25. April 1945 gezeigt. Eine Ausstellung zur Dorfgeschichte und ein Schulmuseum, welches über die 300-jährige Geschichte der Schulentwicklung in Kreinitz berichtet, sind hier ebenfalls zu finden. Das Museum wurde am 25. April 2010 anlässlich des 65. Jahrestages der Begegnung an der Elbe feierlich eingeweiht und erfreut sich seitdem einer wachsenden Beliebtheit.

## Söhne und Töchter des Ortes
- Valentin Heerbrand (1611–1674), Hofprediger in Dresden[11]
- Max Hoelz (1889–1933), Revolutionär und kommunistischer Politiker, im Ortsteil Moritz geboren
- Willi Arlt (1919–1947), SV Bobersen und Riesaer SV-Fußballspieler, jüngster damaliger Nationalspieler unter Sepp Herberger
- Ellen „Elly“ Rometsch (* 1936), ehemaliges Fotomodel, wurde vom FBI der Spionage verdächtigt
- Günter Wolf (* 1942), Volkskammerabgeordneter der DDR, im Ortsteil Jacobsthal geboren
- Frieder Andrich (* 1948), ehemaliger deutscher Fußballspieler
- Ulf Kirsten (* 1965), ehemaliger Fußball-Nationalspieler, aus dem Ortsteil Gohlis
- Clemens Meyer (* 1977), Schriftsteller, war zeitweilig in der Jugendarrestanstalt Zeithain inhaftiert[12]